# 沙腔乡
沙腔乡，是中华人民共和国四川省乐山市马边彝族自治县曾经下辖的一个乡。2020年5月，撤销梅子坝乡、沙腔乡，设立梅林镇，以原梅子坝乡和原沙腔乡所属行政区域为梅林镇的行政区域。

## 行政区划
沙腔乡撤销前下辖以下地区：
沙腔村、干田坝村、鄢家碉村、核桃坪村和二坪村。